# Крылатые орляки
Крылатые орляки (лат. Pteromylaeus) — род хрящевых рыб отряда хвостоколообразных надотряда скатов.
Размножение происходит путём яйцеживорождения. Грудные плавники этих скатов имеют форму «крыльев» и срастаются с головой, образуя ромбовидный диск. Характерная форма плоского рыла, образованного сросшимися передними краями грудных плавников, напоминает утиный нос. Тонкий хвост намного длиннее диска. На хвосте некоторых видов присутствуют несколько ядовитых шипов. Позади глаз находятся брызгальца. На вентральной стороне диска расположены ноздри, рот и 5 пар жаберных щелей. По последним данным род является синонимом рода летучих скатов.

## Классификация
К роду в настоящее время относят 2 вида:
- Pteromylaeus asperrimus (C. H. Gilbert, 1898) — Тёмный крылатый орляк
- Pteromylaeus bovina (É. Geoffroy Saint-Hilaire, 1817) — Бычий крылатый орляк